# Orangentage (Film)
Orangentage ist ein romantisches Filmdrama von Ivan Pokorný, das am 30. Mai 2019 in die deutschen Kinos kam. Es handelt sich bei dem Kinder- und Jugendfilm um eine tschechisch-deutsch-slowakische Koproduktion. Orangentage basiert auf dem gleichnamigen Roman von Iva Procházková.

## Handlung
Der fast 16-jährige Darek lebt mit seinem Vater und seiner jüngeren behinderten Schwester in einem kleinen Dorf in Tschechien an der Grenze zu Deutschland. Als seine Mutter stirbt, mit der er eine sehr enge Beziehung hatte, ist er gezwungen, viele seiner Pläne aufzugeben. Seine gestiegenen Verantwortlichkeiten bringen ihm auch mehr Freiheit. So reift er schneller als die meisten seiner Altersgenossen.

## Produktion

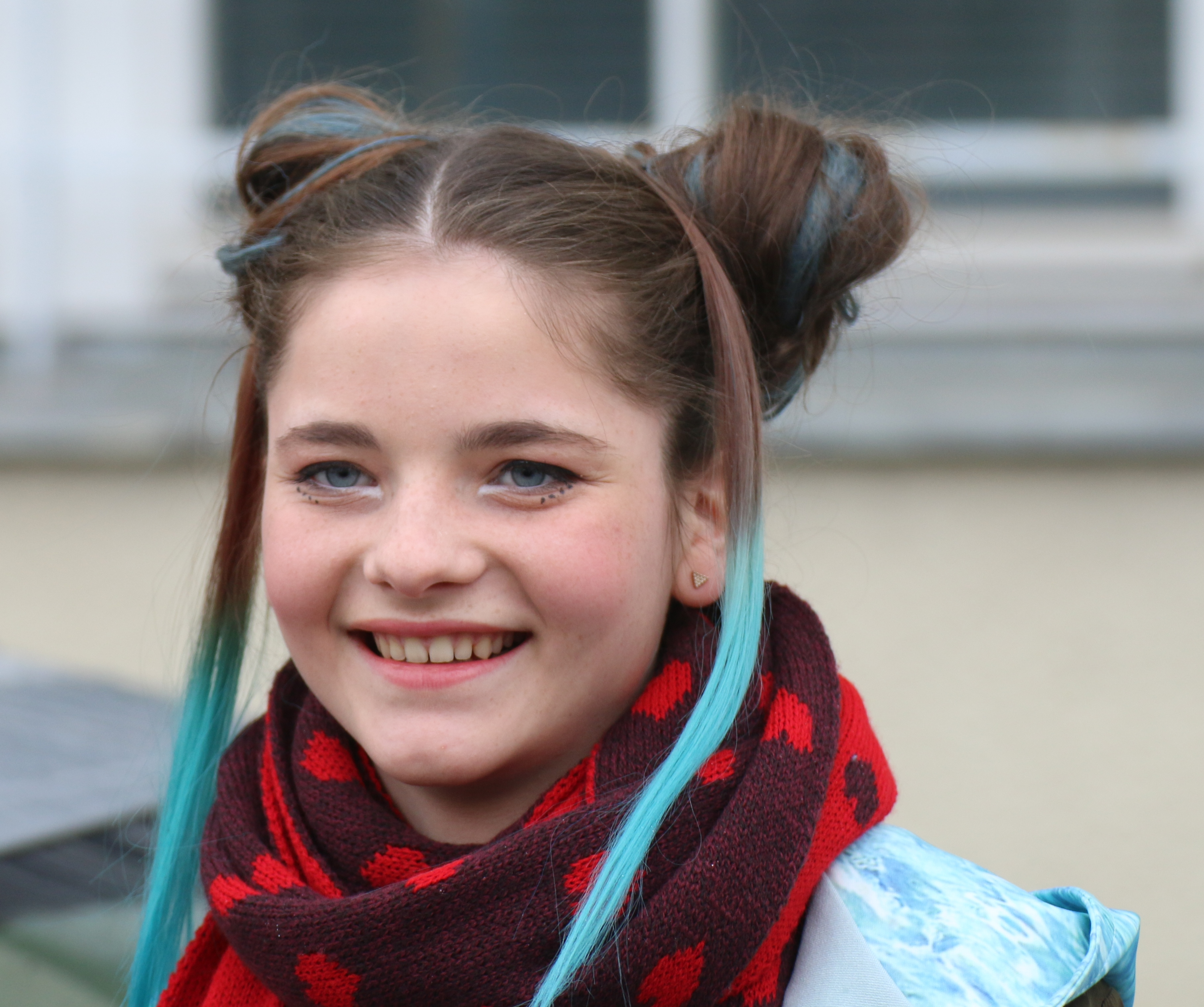
Die aus Dresden stammende Emilie Neumeister spielt Hanna

Regie führte Ivan Pokorný. Das Drehbuch schrieb Iva Procházková. Der Film basiert auf ihrem gleichnamigen Jugendbuch Orangentage von 2012, das im gleichen Jahr mit dem Luchs des Jahres ausgezeichnet wurde.
Die Mitteldeutsche Medienförderung gewährte eine Produktionsförderung in Höhe von 150.000 Euro und eine Verleihförderung von 20.000 Euro.
Die Dreharbeiten wurden Ende Juli 2018 begonnen und nach 24 Drehtagen Ende August 2018 beendet. Gedreht wurde in Zittau, Waltersdorf, Johanngeorgenstadt, und in der tschechischen Stadt Horní Blatná und der Gemeinde Mařenice. Als Kameramann fungierte Jürgen Rehberg.
Der Film feierte am 19. März 2019 in Leipzig seine Premiere. Diese fand anlässlich der Leipziger Buchmesse 2019 statt, bei der Tschechien als Gastland im Fokus stand. Anfang Mai 2019 wurde ein erster Trailer vorgestellt. Am 30. Mai 2019 kam er in die deutschen Kinos.

## Rezeption
Björn Schneider von der Gilde deutscher Filmkunsttheater schreibt, optisch und akustisch heben sich Rückblenden in die Vergangenheit, in denen stets die verstorbene Mutter zu sehen ist, wohltuend vom Rest des Films ab. Diese kurzen, emotionalen Flashbacks verliehen Orangentage eine gelungene melancholische Note. Inhaltlich wolle der Film allerdings zu viel, so Schneider weiter, da er gleichzeitig Romanze, Coming-of-Age, Sozial- bzw. Familiendrama und Tierfilm sein möchte.